# Rhacocarpaceae
Rhacocarpaceae là một họ rêu trong bộ Hedwigiales.